# John Barneby (1799-1846)
Pour les articles homonymes, voir Barneby et John Barneby.
 (août 2018).
Si vous disposez d'ouvrages ou d'articles de référence ou si vous connaissez des sites web de qualité traitant du thème abordé ici, merci de compléter l'article en donnant les références utiles à sa vérifiabilité et en les liant à la section « Notes et références ».
John Barneby, né en 1799 et mort le 30 novembre 1846, est un homme politique britannique. Il est député du parlement d'Angleterre de 1835 à sa mort.